# Panhard & Levassor Type X24
Der Panhard & Levassor Type X24 ist ein Pkw-Modell, das vor, während und nach dem Ersten Weltkrieg gebaut wurde. Hersteller war Panhard & Levassor in Frankreich.

## Beschreibung
Die Fahrzeuge haben einen ventillosen Schiebermotor nach einer Lizenz von Charles Yale Knight. Im Motorcode „SK4L“ steht das „K“ für Knight und die „4“ für die Anzahl der Zylinder.
Der Vierzylinder-Reihenmotor hat 125 mm Bohrung, 150 mm Hub und 7363 cm³ Hubraum. Er wurde auch 35 CV genannt. Die Leistung des Frontmotors wird über ein Vierganggetriebe und eine Kardanwelle an die Hinterachse übertragen.
Bekannt ist die Karosseriebauform Limousine.
Die Produktion lief von 1913 bis 1919. In den einzelnen Kalenderjahren wurden 1, 16, 3, 11, 36, 3 und 3 Fahrzeuge hergestellt. In Summe sind das 73 Fahrzeuge, von denen 7 exportiert wurden.
Type Y und Type X18 waren die Vorgänger. 1921 folgte der Type X38.